# 谢源深
谢源深（1869年—1920年），江苏省上海县陆行乡（今上海市浦东新区金桥镇）人，字志澄，号酉山，是近代浦东市政事业的先驱者。

## 生平
谢源深十一岁学完十三经，光绪十三年（1887年）进入上海县县学，卻不屑于背诵帖括。光绪二十年（1894年）时考中甲午科举人，但深感于时局危急的他决定不参加会试，专注于公益事业。光绪三十一年（1905年）秋，海潮成灾。因潮水托举，土堤被冲溃。工程竣工后，考虑到这段堤坝曾改筑三次，距离同治十二年最近一次改建仅三十余年就出现破损，为浦塘的善后着想，故于光绪三十二年（1906年），同高桥乡董朱有恒等人一起创设浦东塘工善后局，因地方财政未能资助而经费不足，遂由谢源深自行捐款建立。宣统三年（1912年），当选江苏咨议局议员。
当时，洋商和浦东的地痞通过“洋商挂名道契”的方式侵占浦东沿江滩涂。1908年后，洋商有大举向南深入浦东侵占土地的势头。英商太古、亚细亚洋行、耶松船厂等大肆占据滩涂，建立码头、堆栈、工厂，部分外商选择少报、瞒报土地面积以逃避税收，甚至向黄浦江心扩展土地，而上海县当局无力压制；谢源深痛心于岸线被窃据后渡口不能开行、厂栈或无处兴修，便率领塘工局走遍浦东，将浦东的建设规划详呈上海知县称：“浦东本未开辟租界，而沿浦滩地大多已售。今吾华民知识渐开，力图进步，一旦振兴实业，倘欲设立厂栈，建筑码头，转使无地可寻。即各处航船义渡，已无停泊之所，肩挑货物，来往行人，时虞不便。时若不设法限制，将来浦江两岸，皆由地贩暗将沿浦塘基、塘沟留步免科。”自1906年至1927年，谢源深与其创立的塘工局对侵占公地的日商三井、川崎，美商合义、美孚、英商太古、亚细亚、开平、和丰、耶松、怡和等几十家洋商进行交涉，通过会勘丈量、交涉谈判、上书报告等方式，前后办结了44个案件，使得部分洋商不得不退地、补缴银款。塘工局不止修复海塘，还筑圩灌泥，开辟道路，修建桥梁、码头、渡亭，开挖东沟口并设置东沟至北京路外滩的长轮渡，创立小学，设置医疗场所，推广种植牛痘，赊让棺木，设置戒烟所等；经费则大多由追讨洋商非法侵占土地所得而来。
为严厉控制洋商南下侵占浦东土地的势头，谢源深提议兴建陆家嘴地区到洋泾镇的沿江通衢大道，即1930年全线完工的浦东大道，谢源深在世时，道路已经完成陆家嘴到张六路（张桥—六灶）段。同时，谢源深也参与了张六路的规划。1912年，中華民國成立，谢源深选择闭门谢客，并于1920年去世，后人为纪念其对于浦东塘工局乃至浦东建设的贡献，便于1922年张六路全路竣工时将其更名为源深路。

## 评价
《民国上海县志》称，他在塘工局主持收回非法侵占土地期间“力持正义，不屈不挠”，在江苏咨议局担任议员期间“于地方利弊，建议侃侃，率具纲领”，在走入共和后选择隐居，当时都评价他“有隐君子风矣”。

## 拓展阅读
- 吴馨; 江家嵋. . 上海: 成文出版社. 1936.
- 朱菁. . 上海: 上海科学技术文献出版社. 2011  [2018-07-11]. ISBN 978-7-5439-5134-1. （原始内容存档于2021-07-25）.
- 浦东塘工善后局. . 上海: 时中书局. 1910.
- 上海市档案馆. . 上海: 上海市档案馆.